# Bénédict Morel

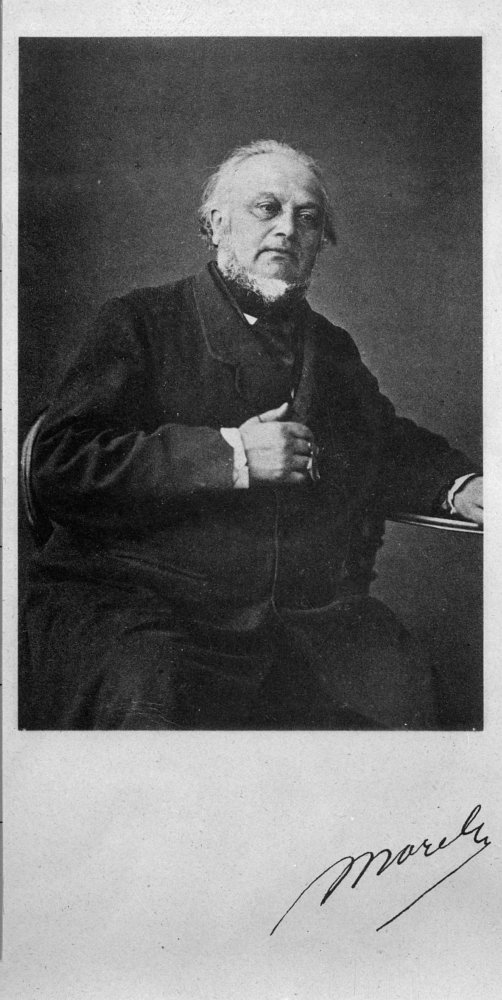
Bénédict Augustin Morel

Bénédict Augustin Morel (ur. 22 listopada 1809 w Wiedniu, zm. 30 marca 1873 w Saint-Yon) – francuski lekarz psychiatra.

## Życiorys
Urodził się w Wiedniu z francuskich rodziców. Wskutek wojny austriacko-francuskiej został porzucony przez swoich rodziców, opuścił Austrię z luksemburskim opatem Dupont i jego służącą Marianne, którzy go wychowali. W Paryżu studiował medycynę, tytuł doktora medycyny otrzymał w 1839. Następnie został asystentem Jeana-Pierre′a Falreta w szpitalu Salpêtrière.

## Dorobek naukowy
Morel był twórcą teorii o dziedzicznym zwyrodnieniu psychicznym (degeneracji psychicznej) jako przyczynie chorób umysłowych. W pierwszym tomie Études cliniques (1852) wprowadził do medycyny termin démence précoce, przyjęty później przez Emila Kraepelina na określenie opisanej przez niego grupy psychoz. Koncepcja Kraepelina poza nazwą nie ma związków z opisem Morela i wydaje się, że Kraepelin nie znał jego prac.

## Wybrane prace
- Traité des maladies mentales. Paris: Masson, 1852-1853
- Traité des dégénérescences physiques, intellectuelles et morales de l'espèce humaine. Paris: H. Baillière, 1857
- Le no-restraint ou de l’abolition des moyens coercitifs dans le traitement de la folie. Paris, 1861
- Du goître et du crétinisme, étiologie, prophylaxie etc. Paris, 1864
- De la formation des types dans les variétés dégénérées. Rouen, 1864